# Radiogenomica
Il termine radiogenomica viene generalmente utilizzato in due contesti: per riferirsi allo studio delle variazioni genetiche associate alla risposta alle radiazioni (dall'inglese radiation genomics) o per fare riferimento alla correlazione tra le caratteristiche del tumore estratte da immagini medicali e l'espressione genica (dall'inglese imaging genomics).

## Radiation genomics
Nella genomica delle radiazioni, la radiogenomica fa riferimento allo studio delle mutazioni geniche associate alla risposta alla radioterapia. Mutazioni geniche, come i polimorfismi a singolo nucleotide, vengono studiate in relazione al rischio del paziente malato di cancro di sviluppare tossicità a seguito della radioterapia. Viene anche utilizzato nel contesto della genomica per verificare la risposta tumorale alla radioterapia.
Il termine radiogenomica è stato coniato più di dieci anni fa da Andreassen et al. come analogia con la farmacogenomica, che studia la variazione genetica associata alla risposta ai farmaci.

## Il Consorzio Radiogenomico
Nel 2009 è stato istituito un consorzio radiogenomico (RGC) per facilitare e promuovere la collaborazione multicentrica tra ricercatori che collegano le varianti genetiche con la risposta alla radioterapia. Il consorzio viene classificato come consorzio epidemiologico sul cancro ed è supportato dal programma di ricerca sull'epidemiologia e la genetica del National Cancer Institute del National Institutes of Health. I ricercatori del consorzio hanno recentemente completato una meta-analisi che ha identificato varianti genetiche associate alla tossicità da radiazioni nei pazienti con carcinoma prostatico.

## Imaging genomics
Dall'inizio del ventesimo secolo, le immagini radiologiche vengono utilizzate per diagnosticare malattie su larga scala ed sono state utilizzate con successo per diagnosticare malattie che colpiscono qualsiasi organo e tipo di tessuto corporeo. Questo perché l'imaging di un tessuto è viene altamente utilizzato nelle analisi patologiche. Negli ultimi venti anni l'aggiunta di dati genomici, tra cui microarray di DNA, miRNA, RNA-Seq, ha consentito di stabilire nuove correlazioni tra genomica cellulare e imaging su scala tissutale.

## Applicazioni del imaging genomics
In questo campo, la radiogenomica può essere utilizzata per identificare biomarcatori nelle immagini in grado di identificare la genomica di una malattia, in particolare il cancro senza la necessità di una biopsia. Varie tecniche per trattare dati ad alta dimensionalità vengono utilizzate per cercare correlazioni statistiche tra diversi tipi di immagini, come ad esempio MRI, TC e PET, e la genomica della malattia, tra cui SAM, VAMPIRE e GSEA.
L'approccio radiogenomico nel campo delle immagini si è dimostrato efficace nel determinare il fenotipo associato al glioblastoma (tumore cerebrale altamente aggressivo con difficoltà di prognosi) in immagini di MRI. Il primo studio correlativo su larga scala su microRNA-mRNA da immagini di MRI è stato pubblicato da Zinn et al. nel 2011. Studi simili sul carcinoma epatico hanno determinato con successo gran parte del genoma del carcinoma epatico estratto da caratteristiche di imaging non invasive. Gevaert et al. hanno inoltre dimostrato il potenziale del collegare le caratteristiche dell'immagine dei noduli polmonari non a piccole cellule nelle scansioni TC per prevedere la sopravvivenza sfruttando i dati di espressione genica disponibili al pubblico. Questa pubblicazione è stata accompagnata da un editoriale che parla della sinergia tra imaging e genomica. Più recentemente, Mu Zhou et al. hanno dimostrato che molteplici associazioni tra caratteristiche semantiche dell'immagine e metageni che rappresentavano percorsi molecolari canonici e che possono permettere l'identificazione non invasiva delle proprietà molecolari del carcinoma polmonare non a piccole cellule.
Numerosi studi radiogenomici sono stati condotti nel carcinoma della prostata, e mentre un consenso non è ancora stato raggiunto alcuni hanno notato che le caratteristiche genetiche correlate al segnale MRI sono spesso associate anche a un carcinoma della prostata più aggressivo.
L'approccio radiogenomico è stato applicato con successo anche nel carcinoma mammario. Nel 2014, Mazurowski et al. hanno dimostrato che le dinamiche di miglioramento della risonanza magnetica, calcolate utilizzando algoritmi di visione computerizzata, sono associate al sottotipo molecolare tumorale basato sull'espressione genica nei pazienti con carcinoma mammario.
Programmi che studiano le connessioni tra radiologia e genomica sono attivi presso l'Università della Pennsylvania, l'UCLA, il MD Anderson Cancer Center, la Stanford University e il Baylor College of Medicine.